# Pessans
Pessans település Franciaországban, Doubs megyében. Lakosainak száma 90 fő (2022. január 1.). Pessans Lavans-Quingey, Brères, Goux-sous-Landet, Lombard és Le Val községekkel határos.

## Népesség
A település népességének változása:
| Lakosok száma | 40   | 43   | 51   | 70   | 85   | 88   | 87   | 86   | 85   | 90   |
|               | 1968 | 1982 | 1990 | 2006 | 2013 | 2015 | 2017 | 2019 | 2020 | 2022 |